# Skruvnyckel
| Skruvnyckel |
| --- |
| En U-ringnyckel, en variant av fast nyckel (blocknyckel). - Betydelse – fast eller ställbar nyckel för åtdragning/lossning av skruvar eller muttrar med kantigt huvud - Fasta nycklar – hylsnyckel, momentnyckel, ringnyckel, U-nyckel - Ställbara varianter – skiftnyckel, polygripnyckel |

Skruvnyckel är en sorts handverktyg. Den används för att dra åt eller lossa sexkantiga muttrar eller skruvar med kantigt huvud och oftast med sexkantig skruvskalle. Den kan antingen ha fasta mått (ofta benämnd blocknyckel) eller ha steglös inställning (skiftnyckel). Många skruvnycklar är kombinationsverktyg med två olika sorters skruvnycklar i de olika ändarna.

## Varianter
Skruvnycklar finns i många varianter. De kan delas in i nycklar med fast mått på greppet (ibland benämnd som blocknyckel eller fast nyckel) och ställbara eller självinställande nycklar. Den senare typen inkluderar skiftnyckel och polygripnyckel.

### Fasta nycklar (blocknycklar)
Fasta nycklar (ibland blocknycklar) inkluderar nycklar med en hylsa som omger mutter/skruvskalle (hylsnyckel), som har en ring som omger skruvskallen (ringnyckel) eller U-format grepp (U-nyckel). I en öppen ringnyckel är ringen delvis öppen.  
Många skruvnycklar är kombinationsverktyg med två olika sorters skruvnycklar i de olika ändarna. En fast nyckel med U-grepp i ena ändan och ringgrepp i den andra benämns U-ringnyckel.
En hylsnyckel kan ha fast eller utbytbar hylsa. Hylsan kan dessutom vara ledat kopplad till nyckelns handtag (vanligt på fast monterade hylsnycklar, benämns ibland lednyckel).
En haknyckel är speciell form av fast nyckel, anpassad för ringmuttrar.
En spärrnyckel verkar endast åt ena hållet och "frihjular" åt det andra.
För att dra muttrar till ett bestämt vridmoment används en momentnyckel.

### Ställbara nycklar
En nyckel som steglöst kan ställas in så att samma nyckel kan användas till muttrar och skruvar av olika storlek kallas skiftnyckel. En variant av självinställande nyckel är polygripen.

## Bildgalleri

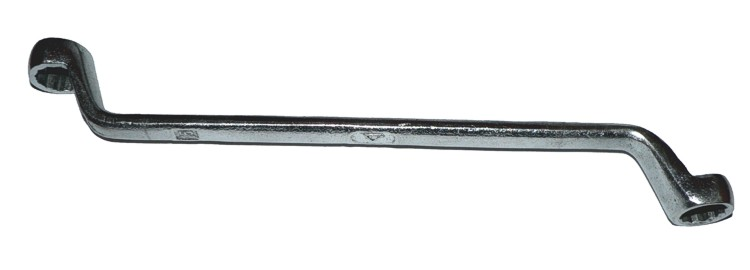
En ringnyckel (med ringar i båda ändar).
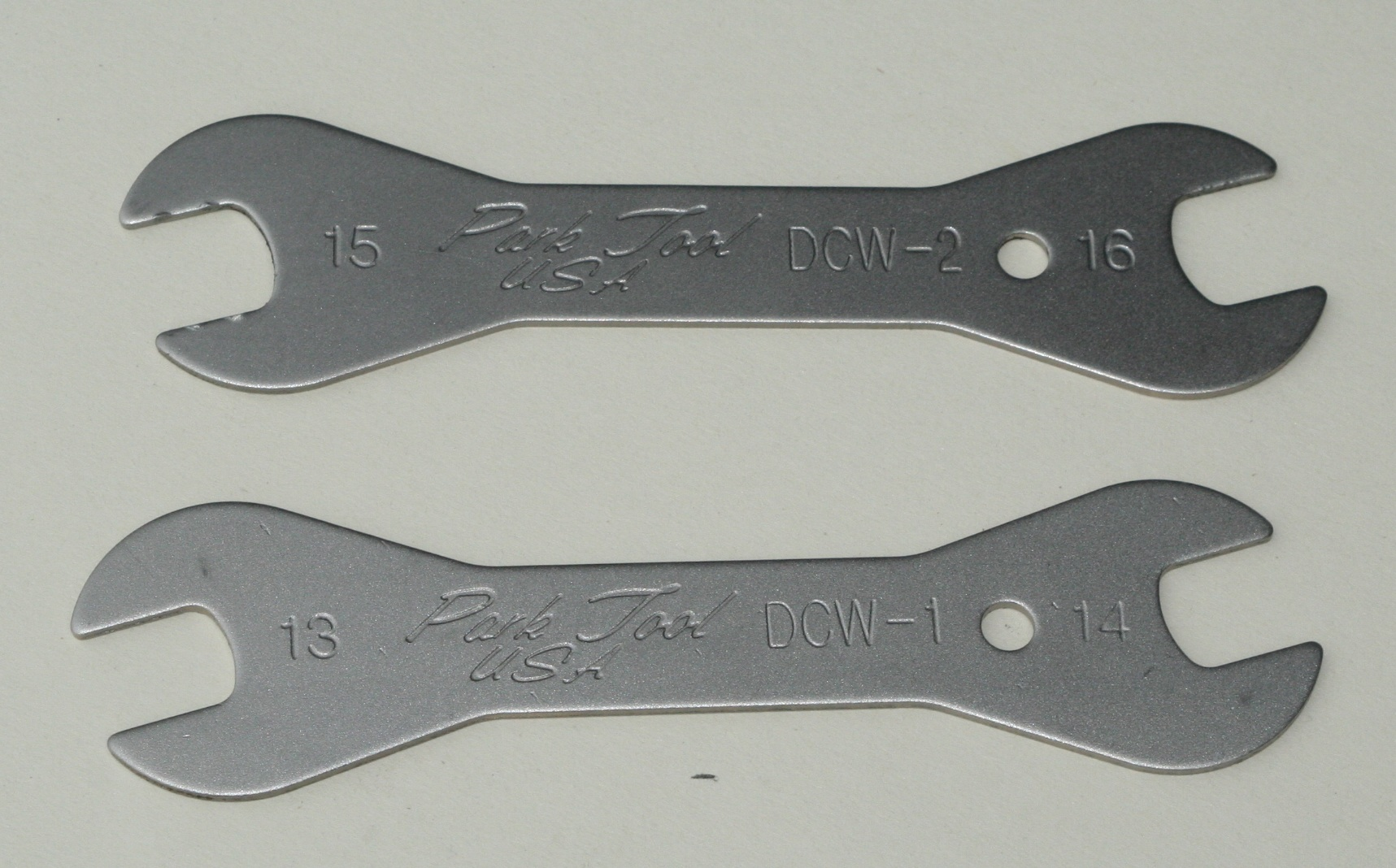
Dubbeländade kon-nycklar
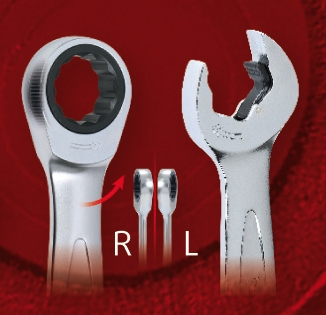
En spärrnyckel (till vänster).
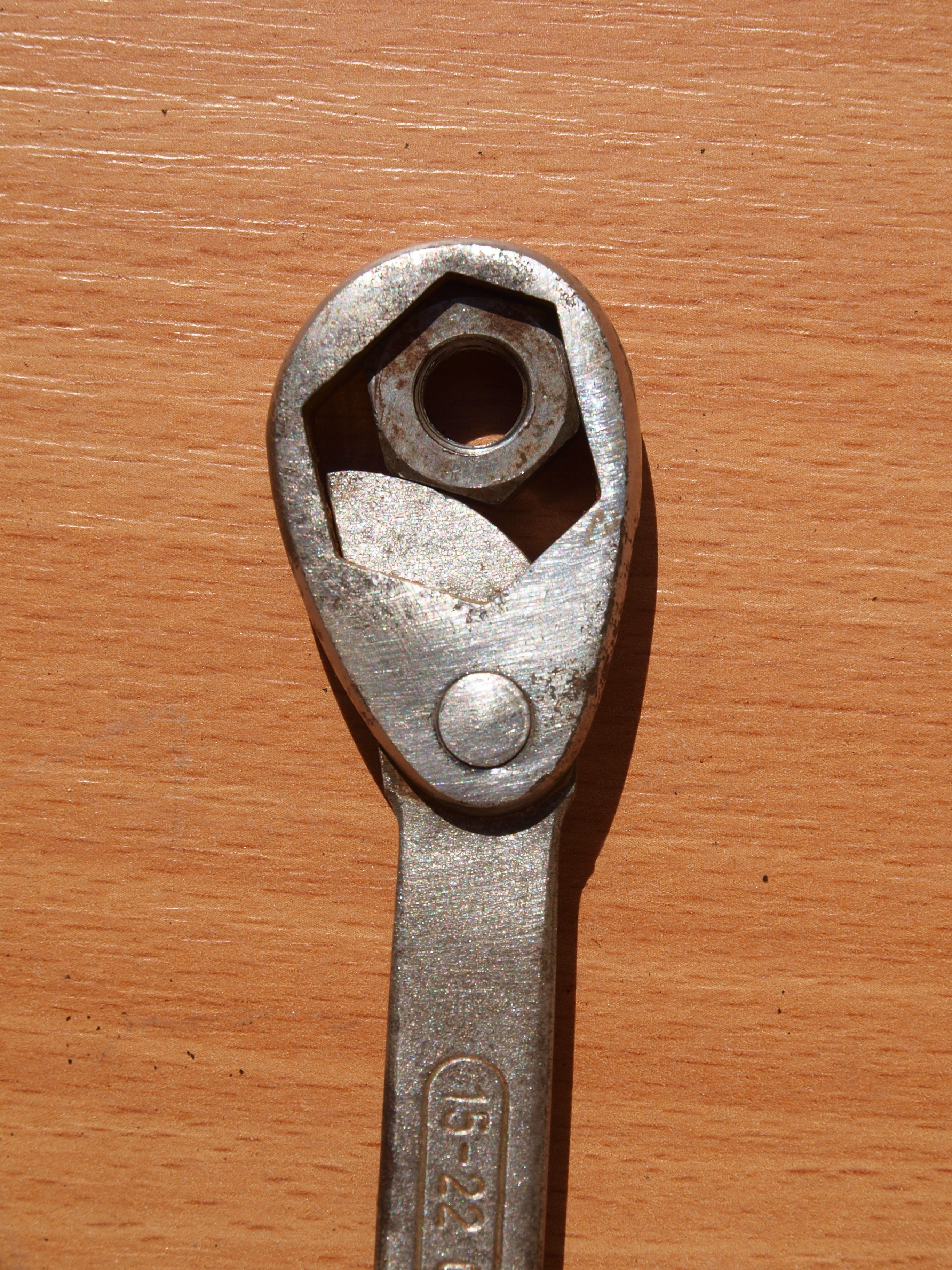
En polygripnyckel.